# 1998年8月22日の日食

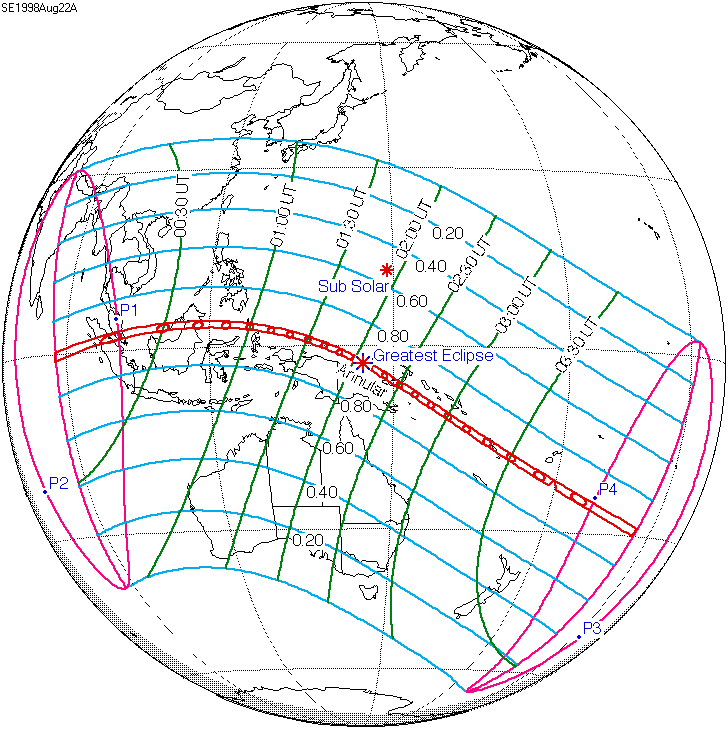

1998年8月22日の日食は、1998年8月22日に観測された日食である。インドネシア、マレーシア、パプアニューギニア、ソロモン諸島、バヌアツで金環日食が観測され、アジア南東部とオセアニアのほとんどで部分日食が観測された。

## 通過した地域
金環帯が通過した、金環日食が見えた地域はインドネシア北部、マレーシア、パプアニューギニア北東部、ソロモン諸島南部、バヌアツだった。
また、金環日食が見えなくても、部分日食が見えた地域は南アジアの大部分（パキスタンとインド北西部国境地帯を除く）、東南アジア全部、中国中南部、韓国南部、日本南西部、オーストララシア全部、メラネシア全部、ポリネシア南西部だった。そのうちほとんどは国際日付変更線の西にあり、8月22日に日食が見え、残りの部分では8月21日に見えた。

## 観測
マレーシアでは8月は普通乾燥であるが、エルニーニョ現象のため、日食の2週間前から毎日雨だった。日食当日、コタ・ティンギ郡付近にあるアメリカ航空宇宙局ジョンソン宇宙センターの観測地では、最初太陽は時々雲の隙間に見え、その後雲が消え、金環食の段階に入った後太陽がずっと見え、40分後完全に晴れになった。